# Buffalo Jump

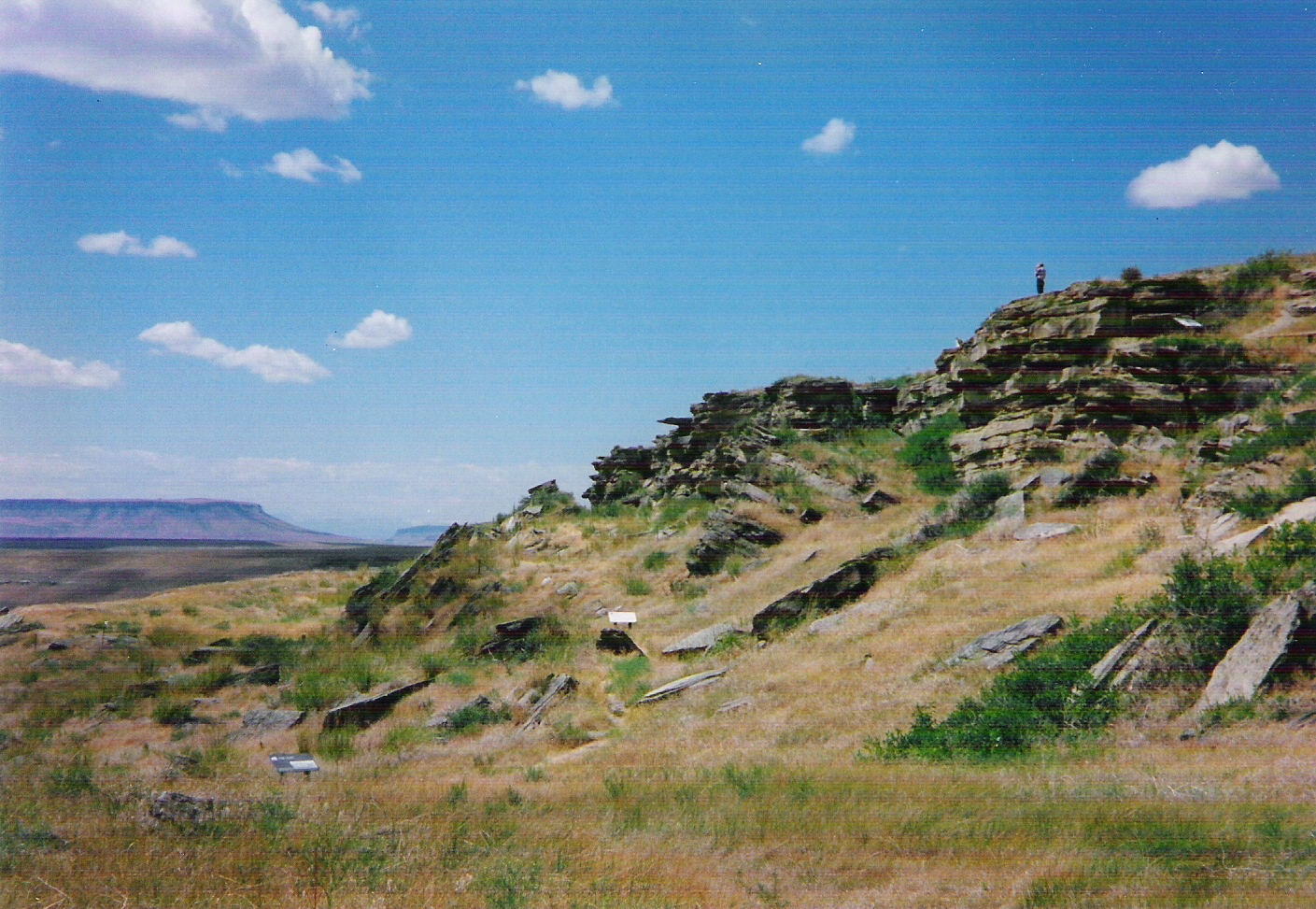
First Peoples Buffalo Jump State Park, Montana, USA

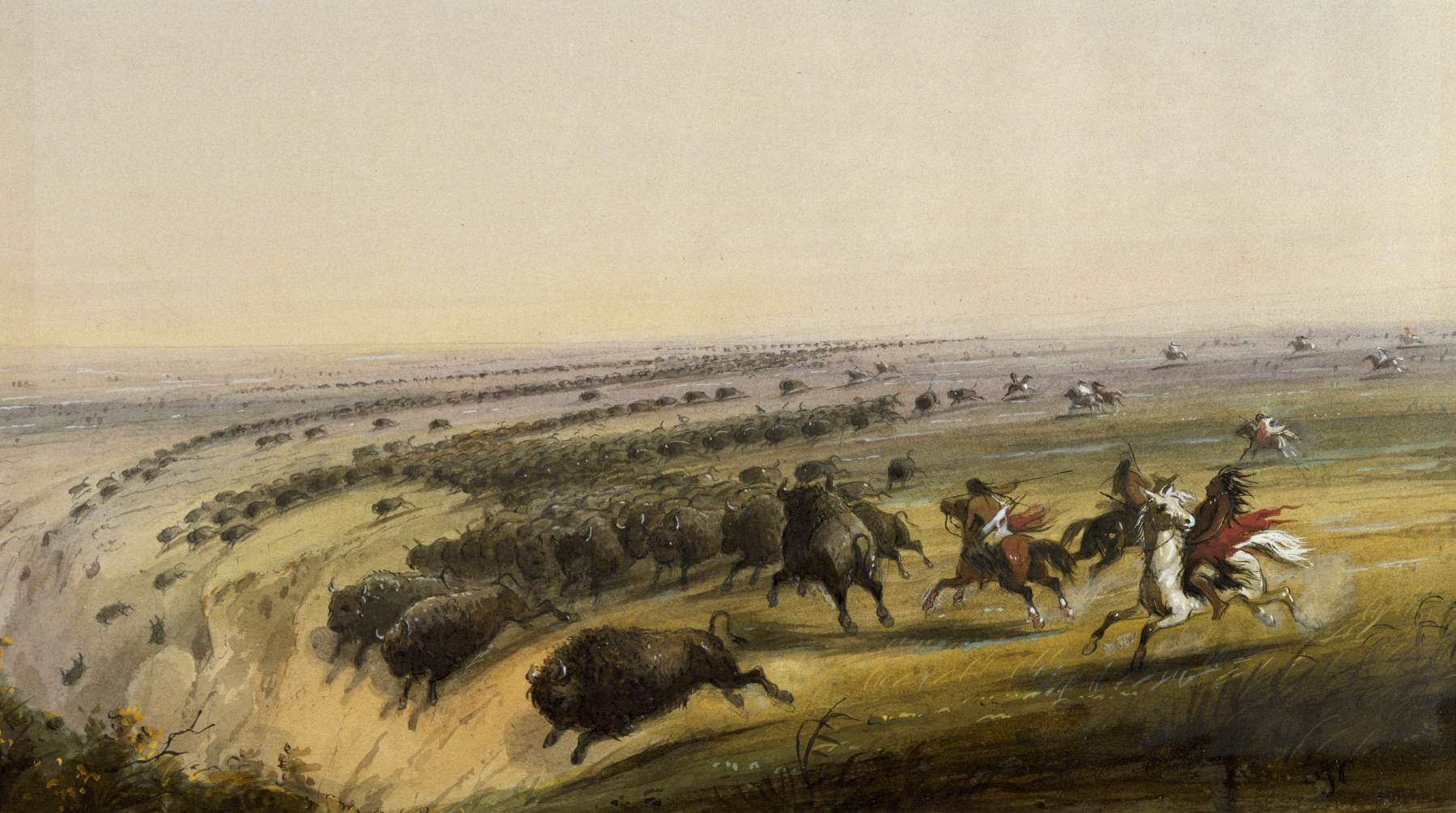
Büffeljagd, Aquarell von Alfred Jacob Miller, ca. 1859

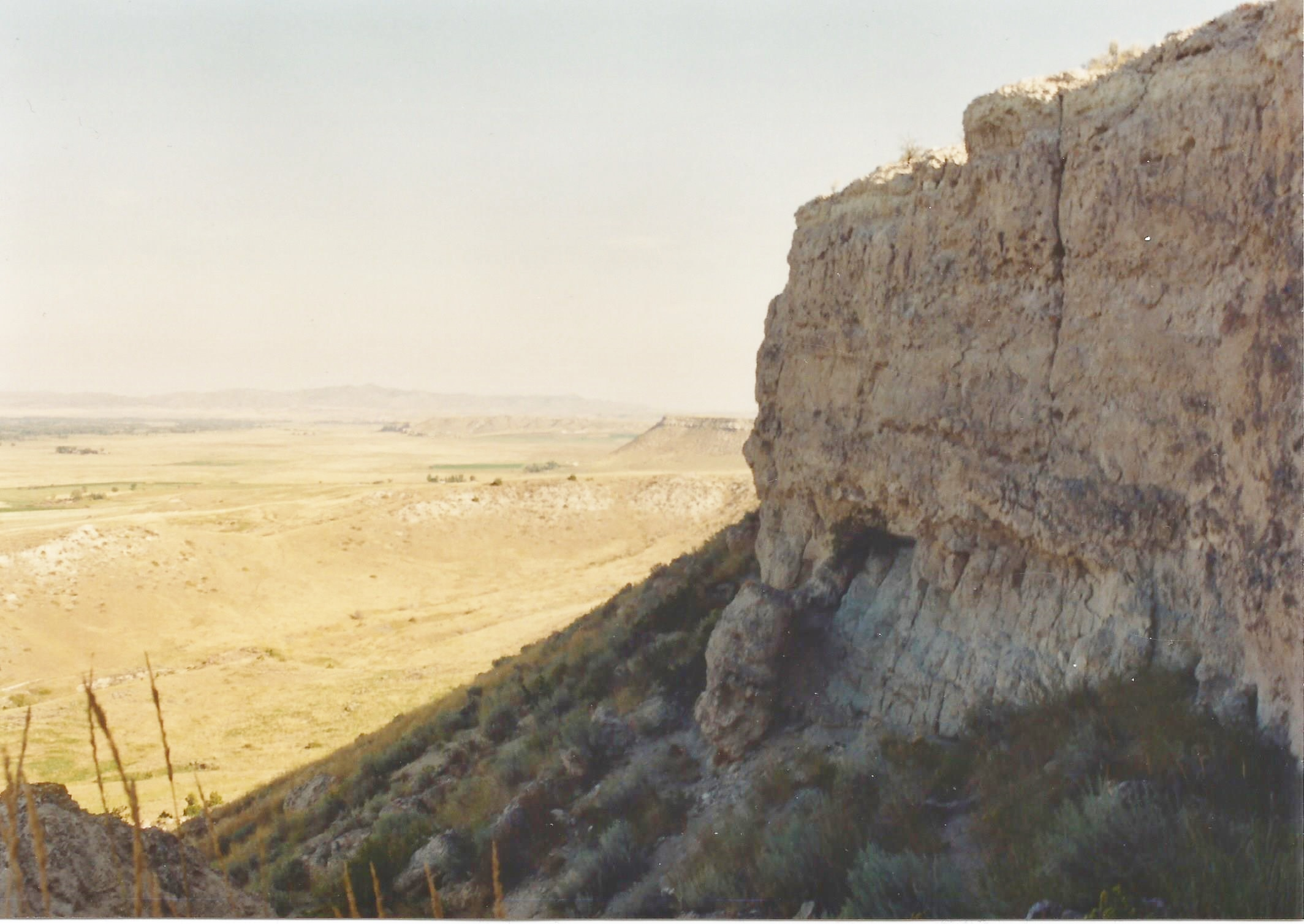
Madison Buffalo Jump, Logan, Montana

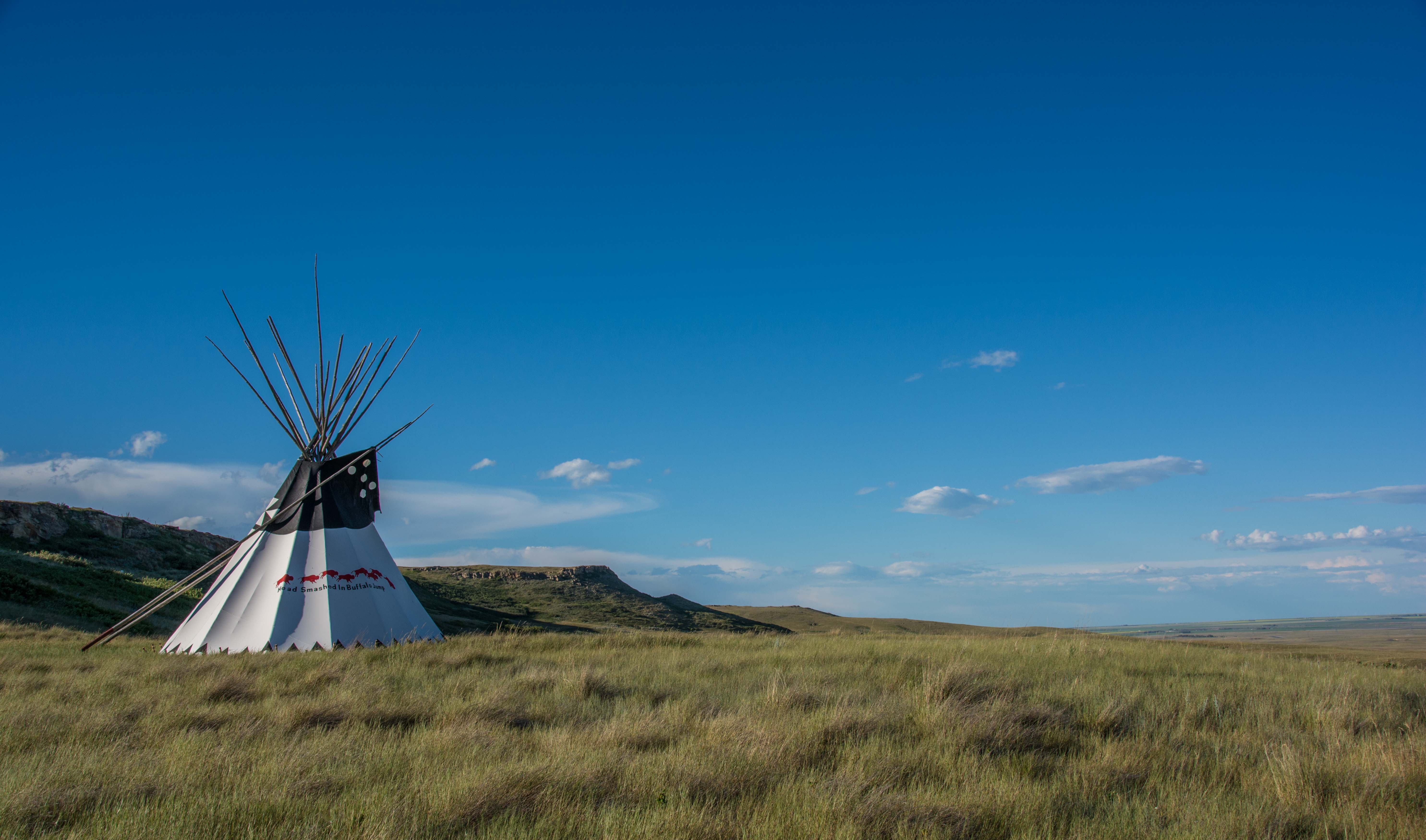
Tipi vor dem Head-Smashed-In Buffalo Jump, Alberta, Kanada

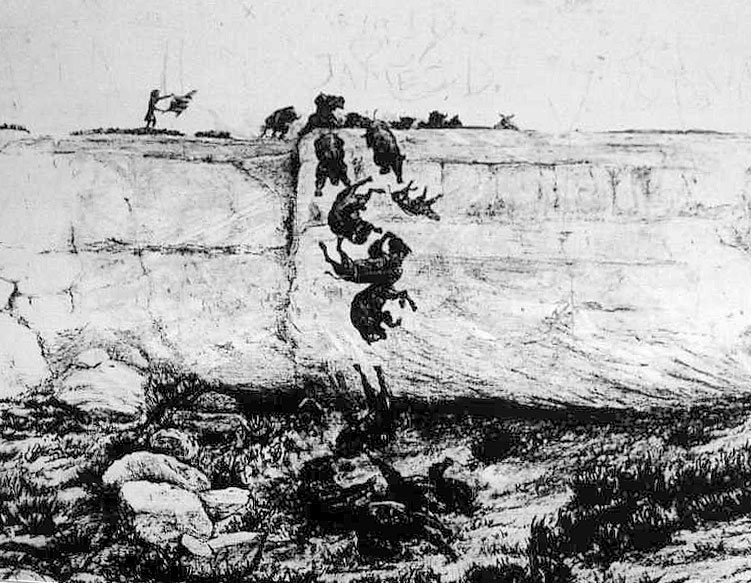
Zeichnung eines Buffalo Jump von 1900

Buffalo Jump (deutsch auch Bisonsprung) ist die Bezeichnung für Klippen, die Prärie-Indianer auf den Great Plains in den USA und Kanada nutzten, um Bisons bei der Treibjagd darauf zuzutreiben, wo sie in den Tod stürzten. Vor dem massiven Rückgang der Bisons und der Vertreibung der Indianer in Folge der Kolonialisierung Amerikas durch die Europäer war der Bison von jeher das wichtigste Beutetier der berittenen Prärie-Indianer.
Archäologische Funde belegen, dass an diesen historischen Jagdplätzen über Jahrtausende von berittenen Treibern, versteckten Jägern und unten wartenden Jägern Jagd auf Büffel gemacht wurde.

## Vorkommen und Ursprünge
Allein in Alberta und Montana gibt es über 200 Buffalo Jumps, wobei Head-Smashed-In Buffalo Jump einer der Orte ist, der mit über 5000 Jahren am längsten genutzt wurde. Dies belegen über 20 Millionen gefundene Büffelknochen und über 100.000 Speerspitzen aus Stein. Frühe Überlieferungen der Blackfoot legen nah, dass der Erschaffer ihrer Welt den Büffel als Nahrung für sie geschaffen hat. Daher wurden die Tiere stets verehrt und heilige Orte wurden oft in der Nähe der Buffalo Jumps errichtet, um den Göttern dort für die Jagd zu danken.

## Jagdmethode
Teils wurde die Jagd bereits im Jahr zuvor vorbereitet, indem Grasflächen mit Feuer abgebrannt wurden, sodass frisches, für Bisons sehr attraktives Gras nachwächst. Damit wurden die Tiere auf für die Jagd geeignete Plätze gelockt.
Die zur Jagd verwendeten Pferde wurden als Buffalo Runners bezeichnet. Sie mussten gleichmäßig laufen und dabei die Richtung halten, damit der Reiter die Hände für seine Waffen frei hatte. Außerdem war es wichtig, dass die Pferde ruhig blieben und auch dann nicht durchgingen, wenn die deutlich größeren Bisons ihnen gefährlich nah kamen. Der Teil der Jäger, die die Verfolgung der Bisons aufnahmen, wurden auch Buffalo Chasers genannt, während weitere Jäger in der Deckung darauf warteten, dass die Herde sich näherte. Hatten sie sich ausreichend genähert, wurden die Büffel von den vorher versteckten Jägern mit an Stangen befestigten Tüchern bedroht. Die Chasers blieben dabei weiterhin hinter den Tieren, so dass keine Kehrtwende möglich war. In voller Flucht kam eine Vollbremsung für die schweren Tiere (erwachsene Weibchen wiegen 300 bis 500 kg, Männchen bis zu 900 kg) nicht in Frage, zumal die Verfolger sie bis an den Rand des Abgrundes trieben. Am Fuß des Abgrundes warteten weitere Angehörige des Stammes, um verletzte Tiere sofort zu töten.

## Bekannte Buffalo Jumps

### Kanada
- Head-Smashed-In Buffalo Jump, Fort Macleod, Alberta, Kanada (UNESCO-Welterbe)[1][2]
- Dry Island Buffalo Jump Provincial Park, bei Trochu, Alberta, Kanada[6]
- Old Women's Buffalo Jump, Foothills County, Alberta, Kanada[7]

### Vereinigte Staaten
- First Peoples Buffalo Jump State Park, Cascade County, Montana, USA
- Madison Buffalo Jump State Park, Gallatin County, Montana, USA
- Sarpy Creek Kill Site, Crow Reservation, Montana, USA
- Buffalo Jump (Big Horn County, Montana, 1377 m)
- Buffalo Jump (Big Horn County, Montana, 1405 m)
- Hell’s Half Acre, Wyoming, USA
- Vore Buffalo Jump, Wyoming, USA[8]
- Bonfire Shelter, Texas, USA (National Register of Historic Places)
- Cibolo Creek, Texas, USA